# 281 г. пр.н.е.
281 (двеста осемдесет и първа) година преди новата ера (пр.н.е.) е година от доюлианския (Помпилийски) римски календар.

## Събития

### В Мала Азия
- След като нахлува в Мала Азия, през февруари Селевк I Никатор се сражава с Лизимах в битката при Корупедия и излиза от нея като победител, а царя на Тракия е убит.[1] Победителят веднага окупира малоазийските владения на победения и преминава в Тракия като насочва поглед към завладяването на Македония.[1]
- Митридат I става цар на Понтийското царство.[2]

### В Тракия
- През септември Селевк е убит от Птолемей Керавън, който става цар на Македония след като побеждава опонента си Антигон II Гонат.[2]

### В империята на Селевкидите
- Антиох I Сотер остава единствен владетел на царството на Селевкидите.[2]

### В Римската република
- Консули са Луций Емилий Барбула и Квинт Марций Филип.
- Рим атакува Тарент, който заедно с други гръцки градове се обръща към епирския цар Пир, като един от най-умелите пълководци на своето време, с молба да им се притече на помощ срещу Рим по подобие на неговия предшественик Александър I.[3]

## Починали
- Лизимах, военачалник и пълководец на Александър Македонски, диадох и цар на Тракия (роден 361 г. пр.н.е.)
- Селевк I Никатор, пълководец на Александър Македонски, диадох и основател на династията на Селевкидите (роден 356 г. пр.н.е.)